# Alen Muratović
Alen Muratović (serbisch-kyrillisch Ален Муратовић; * 23. Oktober 1979 in Nikšić, SR Montenegro, SFR Jugoslawien) ist ein montenegrinischer Handballspieler.
Alen Muratović, der zuletzt für den spanischen Club SD Atlético Novás spielte und für die montenegrinische Handballnationalmannschaft auflief, wird meist auf Rückraum links eingesetzt.

## Karriere
Alen Muratović spielte zuerst in der montenegrinischen Liga. 2003 wechselte er von RK Lovćen Cetinje zu Frigoríficos del Morrazo Cangas in die spanische Liga ASOBAL. Nach seinem internationalen Durchbruch bei der Weltmeisterschaft 2005 und dem Abstieg seines Vereins 2005 heuerte er bei BM Valladolid an. Mit den Männern aus Kastilien gewann er 2005/06 die Copa del Rey de Balonmano. Als er mit BM Valladolid 2006/07 in der EHF Champions League spielte, erfuhr Muratovićs Popularität einen weiteren Schub; so war er beispielsweise beim TBV Lemgo als Nachfolger für Filip Jícha im Gespräch. Trotzdem verlängerte er seinen Vertrag bei BM Valladolid bis 2010. Im Sommer 2008 wechselte Muratović für schätzungsweise 700.000 € zur SG Flensburg-Handewitt in die 1. Handball-Bundesliga. In einem Freundschaftsspiel Anfang 2009 gegen den SV Post Schwerin verletzte sich Muratović schwer an der Schulter. Auch nach langer Zeit der Rehabilitation erlangte er seine Sporttauglichkeit nicht vollkommen zurück. Deswegen wurde im Mai 2010 sein Vertrag in Flensburg aufgehoben. Im Sommer 2010 begann er eine Ausbildung im Bereich des Sportmanagements. Seit der Saison 2013/14 spielt Muratović wieder aktiv Handball und stand bis 2021 beim spanischen Verein Frigoríficos del Morrazo Cangas unter Vertrag. Von Januar 2022 bis zum Saisonende 2021/22 spielte er für den spanischen Zweitligisten SD Atlético Novás.
Alen Muratović bestritt 17 Länderspiele für die Nationalmannschaft des ehemaligen Serbien-Montenegro, er war eine der Entdeckungen der Weltmeisterschaft 2005. Serbien und Montenegro belegte Platz 5. Weiters belegte er 2008 den 12. Platz mit der montenegrinischen Nationalmannschaft bei der Europameisterschaft in Norwegen.